# Województwo małopolskie
Województwo małopolskie (dansk: voivodskabet Lillepolen) er en administrativ enhed i det sydlige Polen, et af de 16 voivodskaber, der blev skabt, efter den administrative reform i 1999. Voivodskabets hovedstad er Kraków. Voivodskabet Lillepolen har et areal på 15.108 km2 og 3.413.931 indbyggere(30.6.2020), befolkningstætheden er på 224,86 personer pr km2.
Byen Kraków var Europæisk kulturhovedstad i 2000.
Voivodskabet Lillepolen grænser op til voivodskabet Schlesien mod vest, voivodskabet Święty Krzyż mod nord, voivodskabet Nedrekarpater mod øst og Slovakiet mod syd.
Lillepolen er en del af den større historiske Małopolska region som, sammen med Storpolen og Schlesien udgjorde den middelalderlige polske stat.
Voivodskabet ligger mellem Świętokrzyskiebjergene (polsk: Góry Świętokrzyskie) mod nord, den polske jurakæde (polsk: Wyżyna Krakowsko-Częstochowska) mod vest og Tatra, Pieniny og Beskiderne mod syd. Næsten hele Lillepolen bliver afvandet af Wisła.
Kraków har jernbane- og vejforbindelse Katowice, Warszawa, Wrocław og Rzeszów. Byen ligger ved de internationale ruter der forbinder Dresden med Kyiv, og Gdańsk med Budapest. Polens anden største internationale lufthavn, Johannes Paul 2., er placeret i voivodskabet.

## Administrativ inddeling
Lillepolen voivodskab er inddelt 22 distrikter (powiater): 3 bydistrikter og 19 landdistrikter. Disse er underopdelt i 182 gmina.

### Byer i voivodskabet
I voivodskabet Lillepolen er der 62 byer, listet herunder efter indbyggertal pr. 30. juni 2019:
1. Kraków (774.839)
2. Tarnów (108.580)
3. Nowy Sącz (83.813)
4. Oświęcim (38.120)
5. Chrzanów (36.717)
6. Olkusz (35.421)
7. Nowy Targ (33.357)
8. Bochnia (29.814)
9. Gorlice (27.442)
10. Zakopane (27.078)
11. Skawina (24.340)
12. Andrychów (20.143)
13. Kęty (18.705)
14. Wadowice (18.778)
15. Wieliczka (23.565)
16. Trzebinia (19.778)
17. Myślenice (18.349)
18. Libiąż (17.017)
19. Brzesko (16.792)
20. Limanowa (15.157)
21. Rabka-Zdrój (12.746)
22. Brzeszcze (11.185)
23. Miechów (11.612)
24. Dąbrowa Tarnowska (11.889)
25. Krynica-Zdrój (10.635)
26. Bukowno (10.141)
27. Krzeszowice (10.014)
28. Sucha Beskidzka (9.114)
29. Wolbrom (8.561)
30. Chełmek (9.073)
31. Stary Sącz (9.071)
32. Niepołomice (13.276)
33. Mszana Dolna (7.944)
34. Szczawnica (5.732)
35. Tuchów (6.627)
36. Sułkowice (6.637)
37. Proszowice (5.976)
38. Dobczyce (6.444)
39. Grybów (6.026)
40. Maków Podhalański (5.841)
41. Piwniczna-Zdrój (5.884)
42. Jordanów (5.346)
43. Muszyna (4.800)
44. Biecz (4.590)
45. Kalwaria Zebrzydowska (4.496)
46. Słomniki (4.343)
47. Żabno (4.234)
48. Szczucin (4.157)
49. Zator (3.677)
50. Skała (3.798)
51. Alwernia (3.368)
52. Wojnicz (3.328)
53. Bobowa (3.136)
54. Radłów (2.765)
55. Ryglice (2.839)
56. Nowy Wiśnicz (2.757)
57. Ciężkowice (2.473)
58. Czchów (2.345)
59. Świątniki Górne (2.431)
60. Nowe Brzesko (1.663)
61. Zakliczyn (1.631)
62. Koszyce (779)